# 川島義明
川島 義明（かわしま よしあき、1934年5月10日 - ）は、日本の元陸上競技選手。専門は長距離走・マラソン。1956年メルボルンオリンピック代表選手で、同大会のマラソンで5位に入賞した。

## 来歴
茨城県東茨城郡川根村（現・茨城町）に生まれる。
茨城県立水戸農業高等学校時代に、体育教員をしていた篠崎清（1953年ボストンマラソン出場）から陸上競技（マラソン）に勧誘される。川島は1年生時から青森東京駅伝に茨城県チームメンバーとして出場し、2年生時と3年生時にも出場した。
しかし高校卒業時に進学はせずに家業の農家を2年間手伝った。1955年2月に第3回読売全国マラソン青梅大会に出場して2時間31分29秒で3位となった。同年4月に日本大学に入学する。5月22日の第34回関東学生陸上競技対校選手権大会のマラソンに2時間42分7秒で優勝した。
1956年5月5日の第11回毎日マラソン（後のびわ湖毎日マラソン、当時は大阪府で開催）に2時間27分45秒で優勝する。この結果、1956年メルボルンオリンピックのマラソン代表に選ばれる。
12月1日のレース本番では30 km地点で2位集団の一角を占め、その後後退したものの、2時間29分19秒のタイムで5位入賞を果たした。
メルボルンオリンピックからちょうど1年後の1957年12月1日に開かれた第11回朝日国際マラソン（現・福岡国際マラソン）では、2時間23分09秒で3位に入賞した。
大学時代は毎年東京箱根間往復大学駅伝競走（箱根駅伝）に出場、メルボルンオリンピックからわずか1か月後だった2年生のときには8区で2位となり、16年ぶり総合優勝のメンバーとなった。3年生時には3区で区間賞を獲得した。
1959年に大学を卒業するとリッカーミシンに入社した。その後職を移り、2015年に退職した。